# Бурхард II фон Бланкенбург
Бурхард II фон Бланкенбург (на немски: Burchard II von Blankenburg; † 27 април или 18 май 1305, Магдебург) е от 1296 до 1305 г. архиепископ на Магдебург.

## Живот
Той е малкият син на граф Зигфрид III фон Бланкенбург († сл. 1283) и съпругата му графиня Мехтхилд фон Волденберг († 1265/1269), дъщеря на граф Херман I фон Волденберг-Харцбург († 1243/1244) и София фон Еверщайн († сл. 1272). Брат му Херман († 1303) е епископ на Халберщат (1296 – 1303).
От 21 април 1275 г. Бурхард II е домхер в Магдебург, от 1277 г. е домхер в Халберщат, от 1288 г. – домхер в Хилдесхайм. На 6 март 1288 г. става пропст на Нинбург, на 24 ноември 1289 г. – домкемер в Магдебург, на 1295 г. архидякон в Лангенвединген и в края на януари 1296 г. е избран за архиепископ на Магдебург. На 12 юли 1296 г. в Рим получава одобрението на папа Бонифаций VIII.
Той трябва да се бори с благородниците и да продава имоти на архиепископството, помага на бедните. През 1301 г. се провежда гонение на евреите.